# Mỹ Hà, Lạng Giang
Mỹ Hà là một xã thuộc huyện Lạng Giang, tỉnh Bắc Giang, Việt Nam.
Xã Mỹ Hà có diện tích 5,73 km², dân số năm 1999 là 6.122 người, mật độ dân số đạt 1.068 người/km².